# Taman Sari (Gunung Sari)
Taman Sari is een bestuurslaag in het regentschap West-Lombok van de provincie West-Nusa Tenggara, Indonesië. Taman Sari telt 9097 inwoners (volkstelling 2010).